# 于子仁
于子仁，字伯安，号七十一云峰道人，湖广武冈州（今湖南武冈）人。明朝政治人物。
洪武十八年进士，授庶吉士，后改任昌乐知县，驱除当地虎患。后升任登州知府，因事被逮，后人诉冤，其弟于子礼愿以身代罪。明太祖朱元璋嘉奖其孝友，特免其罪，并恢复职位，其弟亦授职。有《七十一云峰诗草》。
于子仁的逮虎故事被文学家冯梦龙写入《古今谭概》，后由清朝文学家蒲松龄改编入《聊斋志异·赵城虎》。